# Boësses
Boësses is een gemeente in het Franse departement Loiret (regio Centre-Val de Loire) en telt 351 inwoners (1999). De oppervlakte bedraagt 13,4 km², de bevolkingsdichtheid is 26,2 inwoners per km².
De onderstaande kaart toont de ligging van Boësses met de belangrijkste infrastructuur en aangrenzende gemeenten.

## Demografie
Onderstaande figuur toont het verloop van het inwoneraantal van Boësses vanaf 1962.

Bron: Frans bureau voor statistiek. Cijfers inwoneraantal volgens de definitie population sans doubles comptes (zie de gehanteerde definities)

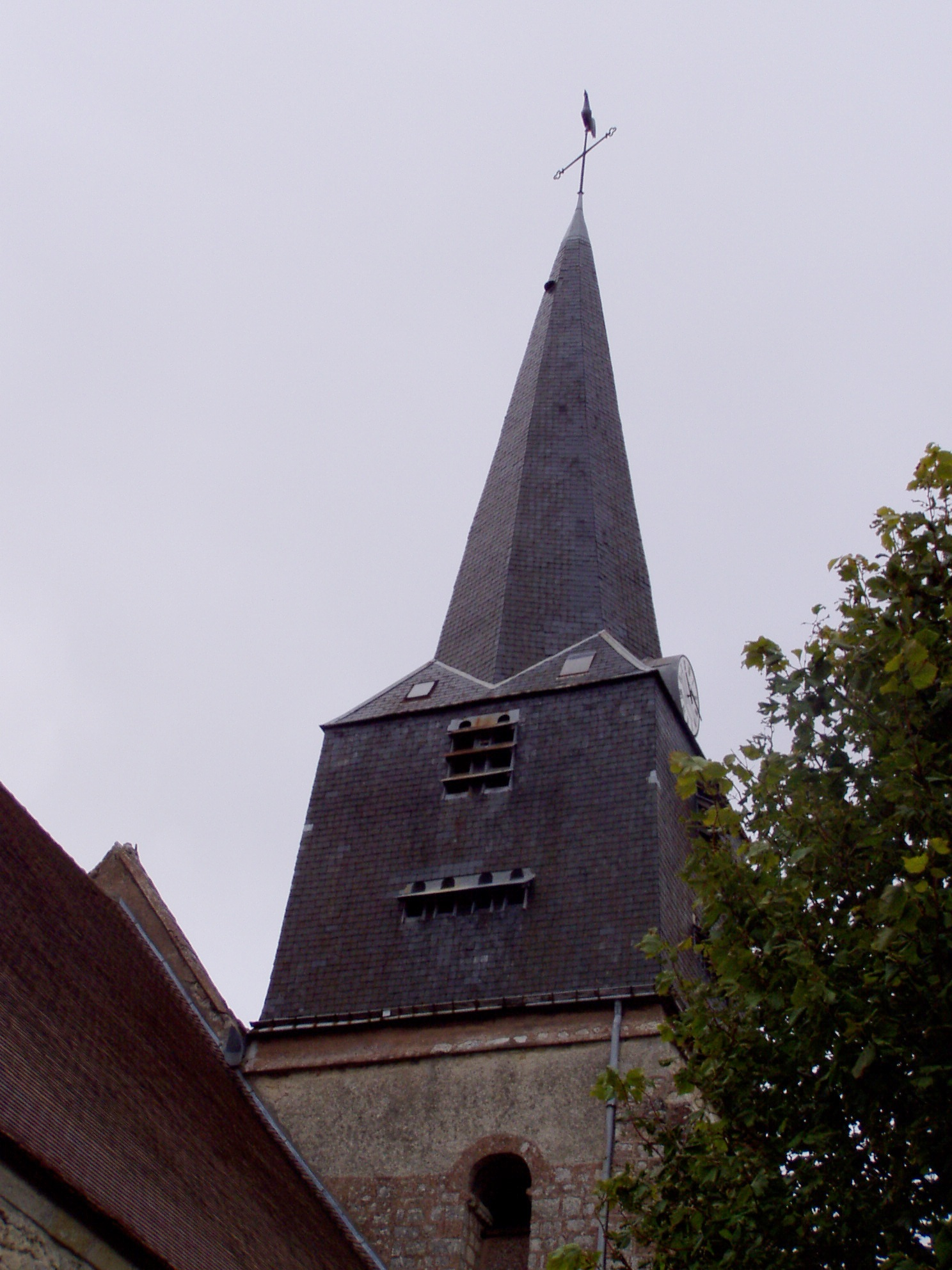
De gedraaide toren van de parochiekerk

1. ↑  Populations de référence 2022.